# Phrynopus
A Phrynopus a kétéltűek (Amphibia) osztályába, a békák (Anura) rendjébe és a Craugastoridae családba, azon belül a Holoadeninae alcsaládba tartozó nem.

## Nevének eredete
Nevét a görög pusillus (pici) és phrynos (varangy) szavakból alkották, utalva a nembe tartozó békák méretére.

## Előfordulása
A nembe tartozó fajok Peruban honosak magashegyi erdőkben, illetve erdőhatár feletti réteken.

## Taxonómiai helyzete
A Phrynopus nem filogenetikai helyzete sokáig bizonytalan volt, és a korábban ebbe a nembe sorolt fajokat a Bryophryne, a Lynchius, az Isodactylus (Hypodactylus), a Noblella, a Niceforonia és a Psychrophrynella nemekbe sorolták át. 2008-ban Hedges és munkatársai a Strabomantidae család Strabomantinae alcsaládjába helyezték. Legújabban a Craugastoridae család Holoadeninae alcsaládjába sorolták. Az AmphibiaWeb azonban továbbra is a Strabomantidae/Strabomantinae családba sorolja, melyet az Amphibian Species of the World már nem ismer el.

## Rendszerezés
A nembe az alábbi fajok tartoznak:
- Phrynopus anancites Rodriguez & Catenazzi, 2017[7]
- Phrynopus auriculatus Duellman & Hedges, 2008
- Phrynopus badius Lehr, Moravec & Cusi, 2012
- Phrynopus barthlenae Lehr & Aguilar, 2002
- Phrynopus bracki Hedges, 1990
- Phrynopus bufoides Lehr, Lundberg & Aguilar, 2005
- Phrynopus capitalis Rodriguez & Catenazzi, 2017[7]
- Phrynopus chaparroi Mamani & Malqui, 2014
- Phrynopus daemon Chávez, Santa Cruz, Rodríguez & Lehr, 2015
- Phrynopus dagmarae Lehr, Aguilar & Köhler, 2002
- Phrynopus dumicola Rodriguez & Catenazzi, 2017[7]
- Phrynopus heimorum Lehr, 2001
- Phrynopus horstpauli Lehr, Köhler & Ponce, 2000
- Phrynopus interstinctus Lehr & Oróz, 2012
- Phrynopus inti Lehr, von May, Moravec & Cusi, 2017
- Phrynopus juninensis (Shreve, 1938)
- Phrynopus kauneorum Lehr, Aguilar & Köhler, 2002
- Phrynopus kotosh Lehr, 2007
- Phrynopus lapidoides Lehr & Rodríguez, 2017
- Phrynopus lechriorhynchus Trueb & Lehr, 2008
- Phrynopus mariellaleo Venegas, Barboza, De la Riva & Padial, 2018
- Phrynopus miroslawae Chaparro, Padial & De la Riva, 2008
- Phrynopus montium (Shreve, 1938)
- Phrynopus oblivius Lehr, 2007
- Phrynopus paucari Lehr, Lundberg & Aguilar, 2005
- Phrynopus personatus Rodriguez & Catenazzi, 2017[7]
- Phrynopus peruanus Peters, 1873
- Phrynopus pesantesi Lehr, Lundberg & Aguilar, 2005
- Phrynopus remotum Chávez, García Ayachi & Catenazzi, 2020
- Phrynopus tautzorum Lehr & Aguilar, 2003
- Phrynopus thompsoni Duellman, 2000
- Phrynopus tribulosus Duellman & Hedges, 2008
- Phrynopus unchog Lehr & Rodríguez, 2017
- Phrynopus valquii Chávez, Santa Cruz, Rodríguez & Lehr, 2015
- Phrynopus vestigiatus Lehr & Oróz, 2012